# جون هربرت سورينسن
جون هربرت سورينسن (12 ديسمبر 1952 بالدنمارك - ) هو لاعب كرة قدم دانمركي في مركز الوسط. لعب مع نادي فايله.

## وصلات خارجية
- جون هربرت سورينسن على موقع قاعدة بيانات كرة القدم.إي يو (الإنجليزية)